# Justina Huff
Justina Huff (8 de septiembre de 1893 – 29 de junio de 1977) fue una actriz estadounidense de la época del cine mudo.

## Primeros años
Justina Huff nació en Columbus, Georgia, en 1893. Era la hija mayor de Thomas D. Huff y Lucinda (Salisbury) Huff. Ella tenía tres hermanos mayores; Thomas Salisbury, Mercer y Robert, su hermana menor Louise Huff y su hermano menor, T. D. Jr. Su abuelo era William Salisbury, propietario del periódico local The Enquirer-Sun. Fue asesinado en 1878 por un hombre de la localidad que había sido señalado como alborotador en un editorial escrito por el padre de Justina, editor municipal de ese periódico en aquel momento. La familia se mudó a la ciudad de Nueva York alrededor de 1906, después de que se vendiera la empresa para la que trabajaba Thomas Huff. En 1908, Justina ganó una beca para asistir al Horace Mann Institute en Manhattan. La tragedia golpeó en 1910 cuando Thomas Huff falleció. Lucinda no tenía habilidades ni medios de subsistencia. Los niños se vieron obligados a buscar trabajo. La hermana menor de Justina, Louise, comenzó a actuar con una compañía de teatro itinerante, apareciendo en Graustark en 1911 y Ben Hur en 1912. Justina decidió probar suerte en la incipiente industria del cine mudo.

## Carrera
En 1913, su primer papel en el cine fue el de criada en la película policíaca de Kate Kirby The Diamond Crown, para la Edison Co. A continuación, fue seleccionada por la famosa actriz Minnie Maddern Fiske para interpretar el papel de Liza Lou en Tess of the d'Urbervilles, para la Famous Players Co. Justina firmó entonces con Siegmund Lubin en los estudios Lubin de Filadelfia, Pensilvania, donde terminó 1913 rodando A Son of His Father, Through Flaming Paths y Between Dances.. Continuó con Lubin durante 1914 y 1915. Su hermana Louise había empezado a trabajar en Lubin en 1913, donde conoció y se casó con Edgar Jones, una de las estrellas y directores de Lubin. Justina rodó varias películas con su cuñado, tanto actuando como bajo su dirección. Entre ellas se encuentra su última película para Lubin, Under the Fiddler's Elm, en 1915. Lubin se declaró en quiebra en 1916 después de que un desastroso incendio destruyera la mayor parte de su archivo cinematográfico y los problemas legales y financieros la obligaran a cerrar. Justina, Louise y Edgar buscaron trabajo en otros estudios tras el cierre de Lubin. Justina rodó su última película, The Man Inside, para Universal en 1916.

## Matrimonio y familia
Justina conoció a su futuro marido en un baile en 1914. John P. Chapman era médico y profesor de anatomía en la Universidad de Pensilvania. Se casaron el 19 de marzo de 1915 con la condición de que ella pudiera continuar con su carrera cinematográfica. Tuvieron su primer hijo, John W., en 1916, y a Sally en 1918. Es posible que el matrimonio y la maternidad le restaran parte del brillo al mundo del cine, ya que Justina nunca volvió a rodar otra película después de dar a luz a su primer hijo. Justina se dedicó a su papel de esposa y madre en los suburbios de Filadelfia y, ocasionalmente, visitaba a su familia en Georgia y Nueva York. Justina y John esperaban otro hijo en 1925. Desgraciadamente, el niño nació varios meses antes de tiempo y solo vivió unas horas.

## Vida posterior y muerte
La carrera médica de John les proporcionó un alto nivel de vida y Justina desarrolló una gran afición por los viajes, especialmente a Europa. Viajó con su marido y sus hijos varias veces entre las dos guerras mundiales. Después de la Segunda Guerra Mundial, John y Justina comenzaron a disfrutar de la cultura y el clima de la isla de Mallorca, España, en el Mediterráneo, durante largas temporadas. John murió en Dublín, Irlanda, mientras pasaba allí una temporada en 1968. Justina vivía en Mallorca cuando murió su hermana Louise en 1973, pero finalmente regresó a Filadelfia, donde murió en 1977.

## Filmografía parcial
- Tess of the d’Urbervilles (1913)
- The Diamond Crown (1913)
- The Windfall (1914)
- The Engineer's Revenge (1914)
- The Marriage Wager (1914)
- Who Bears Malice (1915)
- The Beast (1915)
- On Bitter Creek (1915)
- Courage and the Man (1915)
- Under the Fiddler's Elm (1915)
- The Man Inside (1916)